# Profecia

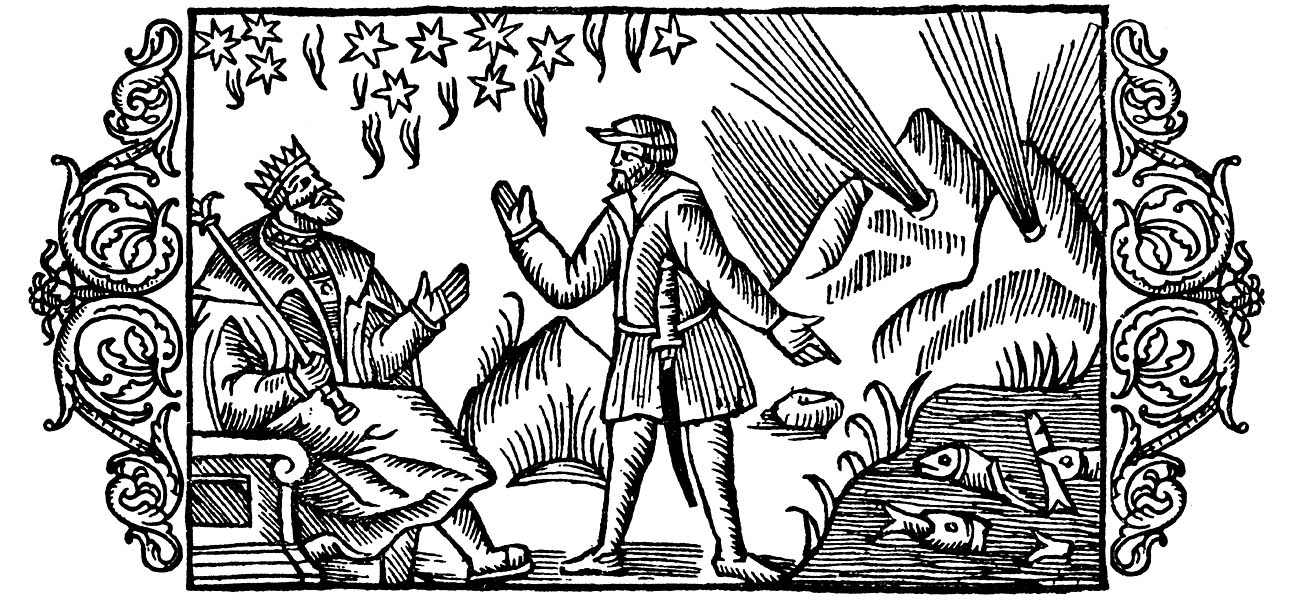
A xilogravura mostra um adivinho diante de um rei. Podemos ver alguns dos sinais na natureza que o adivinho usa: estrelas, peixes e sons das montanhas. De Olaus Magnus,1555.

Profecia é um relato no qual se afirma prever acontecimentos futuros. Podem ser baseadas na dedução a partir de fatos atuais ou alegadamente por inspiração divina.Normalmente as profecias são caracterizadas como formas de manifestação divina.

## Etimologia
A palavra profecia tem origem no grego prophetia (προφητεία), que significa “capacidade de interpretar o desejo dos deuses” e é formada pela junção das palavras prophetes (à frente) e phanai (falar).

## Grécia Antiga
Na Grécia antiga os oráculos falavam como intervenientes entre os deuses e os homens, estes diziam predições, ou seja, relatos do futuro que podem ser considerados como pequenas profecias.